# Polleniopsis cuonaensis
Polleniopsis cuonaensis är en tvåvingeart som beskrevs av Chen och Fan 1991. Polleniopsis cuonaensis ingår i släktet Polleniopsis och familjen spyflugor. Inga underarter finns listade i Catalogue of Life.